# Gustav von Schmoller
Gustav von Schmoller (n. 24 iunie 1838, Heilbronn, Regatul Württemberg – d. 27 iunie 1917, Bad Harzburg, Saxonia Inferioară, Germania) a fost un economist german de marcă din secolul al XIX-lea, cunoscut pentru contribuțiile sale semnificative în domeniul științelor economice. A fost unul dintre principalii reprezentanți germani ai școlii istorice de economie⁠(d).
Schmoller a fost profesor la Universitatea din Berlin și a fondat Școala Istorică Germană de Economie, o școală de gândire care a promovat abordarea istorică și contextuală în analiza economică. Acesta a respins abordările abstracte și matematice ale economiei clasice în favoarea unei cercetări bazate pe realitățile sociale și istorice.
Prin lucrările sale, Schmoller a abordat diverse aspecte ale economiei, inclusiv probleme legate de industrializare, distribuția veniturilor și rolul statului în economie. El a pledat pentru o analiză detaliată a instituțiilor sociale și economice, susținând că acestea sunt strâns legate de contextul istoric și cultural.
Deși a avut conflicte cu economiștii clasici ai vremii, precum Carl Menger, Schmoller a lăsat o amprentă durabilă asupra gândirii economice. Contribuțiile sale au influențat dezvoltarea ulterioară a economiei și au adus o perspectivă mai holistică în analiza fenomenelor economice.
Gustav von Schmoller rămâne o figură importantă în istoria economiei⁠(d), recunoscut pentru abordarea sa inovatoare și pentru promovarea unei perspective istorice și sociale în studiul științelor economice.